# IV Cumbre de las Américas
La IV Cumbre de las Américas fue un evento crucial en el desarrollo de las políticas internacionales interamericanas que perfiló las políticas internacionales de América del Sur de toda la década siguiente, en el cual los dirigentes de toda América, a excepción de Cuba que fue excluida por la OEA luego de la Revolución, se reunieron en la ciudad argentina de Mar del Plata, en la costa atlántica de la Provincia de Buenos Aires, con la intención de tratar el desarrollo regional. No obstante haberse programado una agenda inicial, esta fue desviada por presión de los gobiernos de EE. UU. y Canadá para tratar el tema del ALCA. La Cumbre fue ampliamente resistida por distintos actores sociales de la Argentina y de América del Sur, especialmente por la polémica invitación al entonces presidente estadounidense George W. Bush, principal responsable de las invasiones a Irak y a Afganistán, al punto de organizarse paralelamente una anti-cumbre y un denso operativo de seguridad en la ciudad para manejar los disturbios.

## Agenda
La agenda planificada por el gobierno argentino del presidente Néstor Kirchner tuvo como tema fundamental los principios de libertad, justicia, seguridad y protección social.
- Promover políticas para la generación de más y mejores empleos y la incorporación del sector informal a la economía formal.
- Combatir la desigualdad, la pobreza, el hambre y la exclusión a fin de elevar el nivel de vida de nuestros pueblos.
- Combatir todas las formas de discriminación en el empleo.
- Promover el desarrollo de capacidades innovativas y la difusión del avance tecnológico.
- Promover políticas de extensión de protección social para que todos los ciudadanos puedan disfrutar del acceso a los servicios de salud.
- Garantizar el acceso a la educación básica de calidad como base del conocimiento durante la vida laboral de los trabajadores.
- Ampliar las oportunidades de empleo para todos, con atención especial a los grupos vulnerables, minorías, pueblos indígenas, afrodescendientes, personas con discapacidades, los jóvenes y la tercera edad.
- Promover medidas concretas para prevenir y erradicar las peores formas de trabajo infantil.
- Proteger los derechos laborales de todos los trabajadores, sin importar su condición migratoria.
- Desarrollar programas que ayuden a que los mercados laborales funcionen de forma eficiente y transparente.

## Seguridad
La presencia de los presidentes reunidos, y especialmente la aparición del estadounidense George W. Bush, convertía a esta cumbre en un potencial objetivo terrorista, además de la fuerte resistencia popular al evento, razón que obligó a la presidencia argentina a realizar un fuerte operativo de seguridad.

### El operativo
El evento estuvo custodiado por más de 7500 oficiales de seguridad asignados especialmente para este evento. Se estableció en Mar del Plata una zona de exclusión de 250 manzanas, en donde solo tenían permitido ingresar los residentes y periodistas debidamente acreditados para la Cumbre. La zona de exclusión se dividió en 3 anillos, en los cuales se asignaron agentes de la Policía Federal Argentina, la Gendarmería Nacional y la Policía Bonaerense. El espacio aéreo fue controlado por helicópteros y cazas A-4AR Fightinghawk de la Fuerza Aérea Argentina y a ningún avión se le permitió entrar en un área de 200 kilómetros a la redonda bajo amenaza de ser destruido. Por mar, la Prefectura Naval Argentina y la Armada Argentina vigilaron constantemente la actividad marítima.

## Participantes
En la IV Cumbre participaron los presidentes de 34 Estados Soberanos americanos, con la única excepción de Cuba por disposición de la OEA.
| País                         | Representante                | Cargo           |
| ---------------------------- | ---------------------------- | --------------- |
| Argentina                    | Néstor Kirchner              | Presidente      |
| Antigua y Barbuda            | Baldwin Spencer              | Primer ministro |
| Bahamas                      | Perry Christie               | Primer ministro |
| Barbados                     | Owen Arthur                  | Primer ministro |
| Belice                       | Said Musa                    | Primer ministro |
| Bolivia                      | Eduardo Rodríguez Veltzé     | Presidente      |
| Brasil                       | Lula da Silva                | Presidente      |
| Canadá                       | Paul Martin                  | Primer ministro |
| Chile                        | Ricardo Lagos                | Presidente      |
| Colombia                     | Álvaro Uribe                 | Presidente      |
| Costa Rica                   | Abel Pacheco de la Espriella | Presidente      |
| Dominica                     | Roosevelt Skerrit            | Primer ministro |
| Estados Unidos               | George W. Bush               | Presidente      |
| El Salvador                  | Elías Antonio Saca           | Presidente      |
| Ecuador                      | Alfredo Palacio              | Presidente      |
| Granada                      | Tillman Thomas               | Primer ministro |
| Guatemala                    | Óscar Berger                 | Presidente      |
| Guyana                       | Bharrat Jagdeo               | Presidente      |
| Haití                        | Boniface Alexandre           | Presidente      |
| Honduras                     | Ricardo Maduro               | Presidente      |
| Jamaica                      | Percival James Patterson     | Primer ministro |
| México                       | Vicente Fox                  | Presidente      |
| Nicaragua                    | Enrique Bolaños Geyer        | Presidente      |
| Panamá                       | Martín Torrijos              | Presidente      |
| Paraguay                     | Nicanor Duarte Frutos        | Presidente      |
| Perú                         | Alejandro Toledo             | Presidente      |
| República Dominicana         | Leonel Fernández             | Presidente      |
| Santa Lucía                  | John Compton                 | Primer ministro |
| San Cristóbal y Nieves       | Denzil Douglas               | Primer ministro |
| San Vicente y las Granadinas | Ralph Gonsalves              | Primer ministro |
| Surinam                      | Ronald Venetiaan             | Presidente      |
| Trinidad y Tobago            | Patrick Manning              | Primer ministro |
| Uruguay                      | Tabaré Vázquez               | Presidente      |
| Venezuela                    | Hugo Chávez                  | Presidente      |

## Desarrollo de la Cumbre
No obstante haberse programado una agenda inicial, el desacuerdo previo entre cancilleres por presión de los gobiernos de EE. UU. y Canadá para tratar el tema del ALCA impuso una nueva agenda en la cumbre, congelando desde entonces las negociaciones sobre este punto.

### Apertura
La cumbre fue abierta por un discurso del presidente Néstor Kirchner, en el cual se llamaba a los presidentes y organismos multilaterales a reconocer las dificultades institucionales y los problemas económicos que la llamada década neoliberal había impuesto en toda América Latina, reconociendo las responsabilidades particulares de los dirigentes regionales, pero también la de los organismos internacionales y las presiones políticas impuestas por el llamado Consenso de Washington, y afirmando que la Teoría del Derrame había fracasado, y que la fe ciega en el mercado como nivelador y factor de desarrollo ha generado mayores desgualdades. Asimismo, llama a los Estados Unidos a asumir su responsabilidad en el colapso de numerosos gobiernos democráticos debido a las presiones económicas y desigualdades entre los países que su liderazgo ha impuesto.

### El ALCA
Luego del discurso del presidente argentino, el primer ministro canadiense pone sobre la mesa oficialmente su intención de discutir cómo hacer avanzar al Área de Libre Comercio Americana, discusión que no estaba presente en la agenda de temas a tratar, apoyado en la Cumbre fundamentalmente por Estados Unidos, México, Panamá y Trinidad y Tobago. Ante este punto, el presidente Néstor Kirchner objetó que en esta cumbre no estaba planificado
Por esta misma razón, Luiz Inàcio Lula da Silva, en la segunda jornada de la Cumbre, pidió permiso para desviarse de la agenda preestablecida, y lanzó un discurso contundente contra el ALCA hasta tanto los países con mayor desarrollo económico de la región no renunciasen a las medidas proteccionistas que se querían restringir en el resto de los países de América.
Vicente Fox, presidente de México, también intentó desviarla discusión en la cumbre hacía los objetivos del ALCA, insistiendo en que se trata de un punto clave para el desarrollo económico de la región.
Tabaré Vázquez, presidente del Uruguay, también se inclinó para tratar al tema del trabajo, punto para el cual se había citado a los presidentes, y en contra de tratar el tema del Libre Comercio, y puso de relevancia el retroceso económico y social que había sufrido su país en la década de 1990 por la aplicación de las recetas neoliberales. Atacó también la disparidad de las condiciones del tratado de Libre Comercio, en el cual se recomienda a los países menos desarrollados no adoptar medidas proteccionistas mientras los países más desarrollados se aplican estas medidas con mayor fuerza que en Sudamérica.
Martín Torrijos, presidente de Panamá cambió de estrategia, e insistió en incluir dentro de las Actas los puntos a considerar el ALCA, fundamentalmente poner fechas y ya ir acordando las directivas para pasar a los ministros y funcionarios, mentando las bondades de las políticas de Libre Comercio.[cita requerida]
Ante esto, el primer ministro de Canadá, apoyó la iniciativa, fundamentando que su país tenía la intención de avanzar sobre este tema. Asimismo, George W. Bush insistió en que, si no se ponía por escrito estos tópicos, "el Mundo" presupondría que no se quería avanzar sobre este tema.
No obstante, las posiciones fueron cerradas. En el acta final, si bien constó que varios de los participantes proponían discutir la manera de implementar el ALCA, también se anotó que otros países tenían posiciones opuestas, y que "todavía no están dadas las condiciones necesarias para lograr un acuerdo de libre comercio equilibrado y equitativo, con acceso efectivo de los mercados, libre de subsidios y prácticas de comercio distorsivas y que tome en cuenta las necesidades y sensibilidades de todos los socios, así como las diferencias en los niveles de desarrollo y tamaño de las economías.". Se acordó analizar ambas proposiciones, pero en la práctica, no se volvió a tratar el tema del ALCA.

### Repercusión geopolítica
Luego de las enormes discusiones acerca del tratado, y las posiciones cerradas, agravadas por la partida de George W. Bush hacia Brasil, el acta se cerró con imprecisión, con dos declaraciones opuestas sin firma de los países integrantes. No obstante, se delinearon las principales posiciones y alianzas estratégicas de América del Sur, con un marcado liderazgo regional de Venezuela, Brasil y Argentina, aliados a su vez con el futuro presidente de Bolivia Evo Morales, quien estuvo presente en la contracumbre como líder indigenista, Uruguay, y Paraguay, miembros del Mercosur y posteriores fundadores de la Unasur.
En esta cumbre se puso de relevancia las posiciones políticas divergentes entre la América Latina, especialmente América del Sur, y la hegemonía del Consenso de Washington, y quedarían planteadas las principales alianzas estratégicas futuras.

## Movimientos alternativos

### III Cumbre de los Pueblos
Conjuntamente con la Cumbre de las Américas, se realizó la III Cumbre de los Pueblos, también conocida como la anticumbre, en la que se trataron temas de ámbito social en diferentes foros desde ópticas alternativas, críticas y hasta antagónicas respeto de la Cumbre de las Américas. En esta cumbre se escucharon reiteradamente las consignas No a Bush y No al ALCA, y se hizo hincapié en la Alternativa Bolivariana para América (ALBA). La cumbre terminó con una marcha encabezada por Diego Armando Maradona, exjugador de fútbol argentino; Hugo Chávez, presidente de Venezuela; el diputado Miguel Bonasso; organismos de derechos humanos; Adolfo Pérez Esquivel, ciudadano argentino Premio Nobel de la Paz de 1980; Silvio Rodríguez, cantautor cubano; Manu Chao, cantante y activista francés; Evo Morales, activista boliviano y candidato a la presidencia de su país (elegido finalmente como presidente); y las Madres de Plaza de Mayo, todos éstos, en repudio de la presencia del presidente estadounidense en suelo argentino.

### Disturbios
Mientras el presidente de Argentina, Néstor Kirchner, se encontraba dando el discurso de inauguración de la IV Cumbre de las Américas, un grupo de manifestantes integrado por grupos anarquistas, de extrema izquierda y piqueteros, intentaron penetrar en la zona de exclusión atravesando el vallado policial, ante lo que la policía reaccionó arrojando gases lacrimógenos. Ante esto, los manifestantes retrocedieron y comenzaron a destrozar locales comerciales ubicados en la zona. Entre ellos fue incendiada una de las sucursales del Banco Galicia, ante la atenta mirada de periodistas de todo el mundo y policías que no intervinieron. También fue destruido y saqueado un local de los famosos alfajores marplatenses Havanna y otros comercios ubicados en la céntrica avenida Colón.
Paralelamente, en la Ciudad de Buenos Aires se dieron lugar también algunos disturbios, pero al igual que los de Mar del Plata fueron finalmente contenidos por la policía, y no pasaron a mayores.